# それって、くちぱっち。
『それって、くちぱっち。 From たまごっち』は、『たまごっち』を原作とした日本のOVA作品。

## 概要
小学館『ちゃお』2013年1月号より付録DVD『ちゃおちゃおTV!』で連載のくちぱっちが主人公の短編FLASHアニメ。絵本風のほのぼのとした雰囲気で、台詞はなく最後にナレーションで一言コメントが入る。アニメーション制作は金子修。

## ストーリー
ぱっちの森に住むくちぱっちの「あるある、そういうこと。」な一日。

## キャラクター
くちぱっち
食いしん坊でマイペース。
ぱぱぱっち
くちぱっちのパパ。髪はカツラ。
ままぱっち
くちぱっちのママ。
ちびぱっち
くちぱっちの弟になる双子の赤ちゃん。
どくきのっち
いつも毒舌のきのこ。
もり人形（オス・メス）
おもちゃ。リボン付がメス。

## スタッフ
- 語り - 小松史法
- 原案 - BANDAI、WiZ
- 協力 - TeamたまごっちTV
- 制作 - DLE

## 各話リスト
| 話数 | サブタイトル                        | 掲載号      |
| ---- | ----------------------------------- | ----------- |
| 1    | カレーの食べ方                      | 2013年1月号 |
| 2    | 明日は遠足                          | 2013年1月号 |
| 3    | 時にはナルシスト                    | 2013年1月号 |
| 4    | 恐怖の夜                            | 2013年1月号 |
| 5    | 宿題                                | 2013年1月号 |
| 6    | アツいまなざし                      | 2013年2月号 |
| 7    | カゼひいた                          | 2013年2月号 |
| 8    | レッツ・ダンス!                     | 2013年2月号 |
| 9    | やきもち                            | 2013年2月号 |
| 10   | レッツ・クッキング!                 | 2013年5月号 |
| 11   | それって、くちぱっち。 あるある劇場 | 2013年5月号 |
| 12   | 怖い夢                              | 2013年5月号 |